# Trivio (Formia)

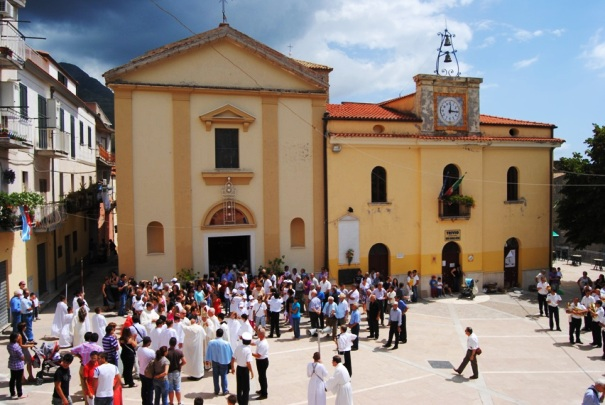
Festa della Madonna della Croce. 6 agosto.

Trivio (comunemente chiamato anche "Triulo", "Triulli" e "Trivoli") è una frazione del Comune di Formia nella provincia di Latina del Lazio meridionale. Si trova a 3,6 km da Formia e confina con le frazioni di Maranola e Castellonorato. Il paese si trova immerso in un paesaggio molto vario: verso est la costa laziale, con le spiagge di Formia, Gaeta e Sperlonga, mentre ad ovest si trovano i monti Aurunci. La frazione è raggiungibile da Roma e Napoli percorrendo l'A1 e uscendo a Cassino o scendendo alla stazione di Formia, sulla linea ferrovia Napoli - Roma.

## Storia
Borgo antico, la sua esistenza è attestata già in un documento del 5 luglio 1491, quando viene documentata l'esistenza della chiesa di S. Andrea nell'inventario compiuto alla morte di Onorato II Caetani. Nel 1551 e il 1560, il corsaro turco Dragut spadroneggia lungo la fascia costiera tirrenica attaccando borghi e città: saccheggiandole, devastandole e deportando giovani e fanciulle per venderli come schiavi nei mercati orientali. Nel 1552 approda nel Golfo di Gaeta, dove saccheggia Castellone e distrugge anche l'antico monastero benedettino; poi si sposta verso la parte orientale incendiando e distruggendo i casali di Mamurrano e Ponzanello. Gli abitanti allora fuggono verso la montagna e si rifugiano nel borgo di Maranola e di Trivio.
All'inizio del 1800, durante il periodo del brigantaggio, trova riparo sui Monti Aurunci Michele Pezza detto Fra Diavolo, poi impiccato a Napoli nel 1806. In seguito dopo l'Unità d'Italia, Francesco PIazza detto "Cuccitto", nascondendosi con la sua banda e spesso taglieggiando e minacciando gli abitanti triviesi, finché non viene catturato dai francesi.
Nell'estate 1952 vi fu girato una parte del film Riscatto di Marino Girolami.